# Niccolò Machiavelli
Niccolò Machiavelli (uttalas [máckiavelli]), född 3 maj 1469 i Florens, Italien, död 21 juni 1527 i Florens, var en florentinsk författare, filosof, historiker och politiker. Han är framförallt känd för den politiska skriften Fursten som gavs ut fem år efter hans död.
Han har givit upphov till ordet machiavellism, som betecknar samvetslös politik med maktanspråk som mål.

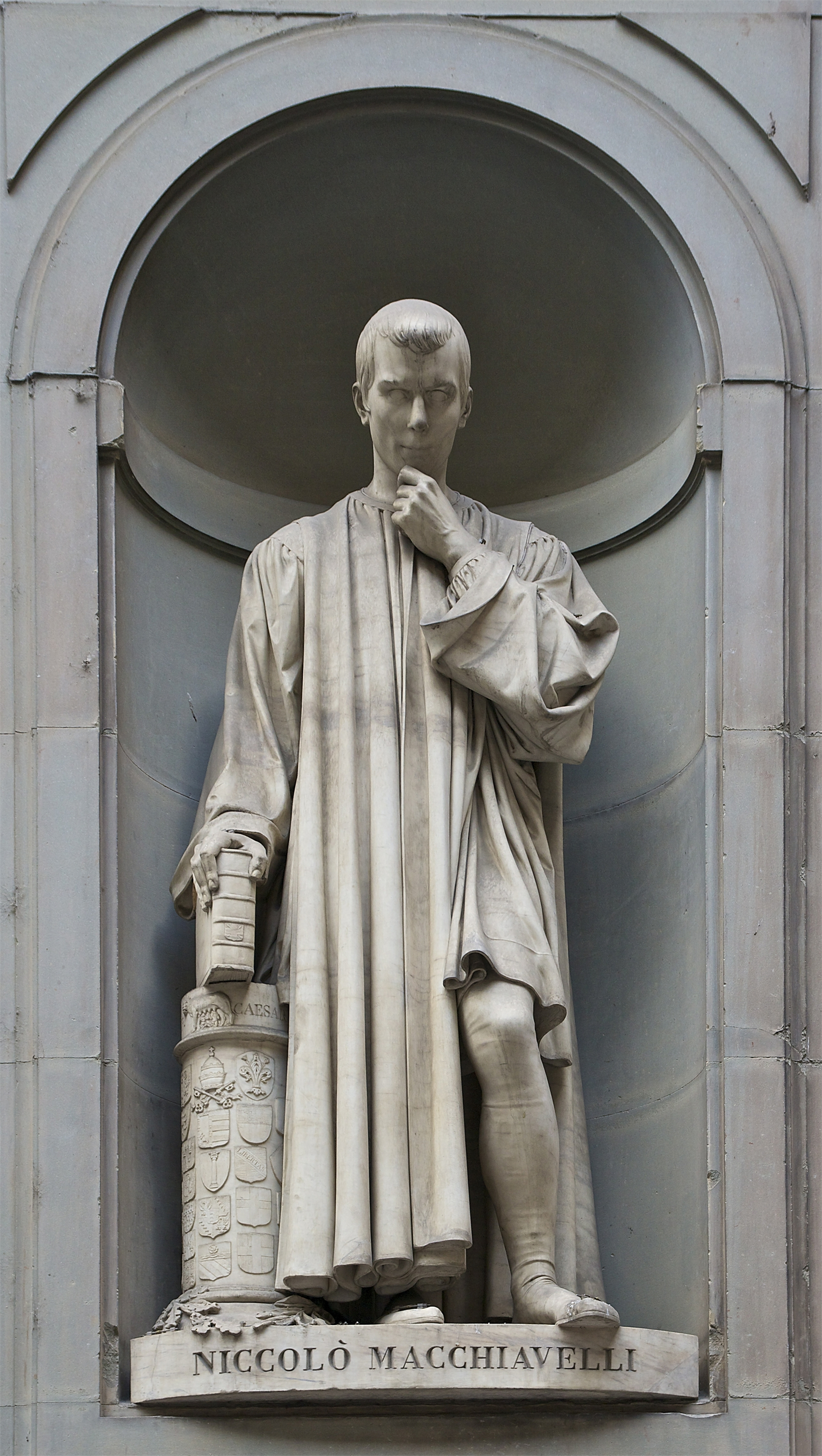
Niccolò Machiavelli

## Biografi
Machiavelli var son till advokaten Bernardo di Niccolò Machiavelli och dennes hustru Bartolommea di Stefano Nelli. Släkten Machiavelli var gammal florentinsk adel, känd åtminstone sedan förfadern Ottaviano (levde 1260) tagit parti i det politiska maktspelet, men ättens makt hade avtynat.
År 1504 inledde Machiavelli studier i grammatik, aritmetik och latin hos den då kände latinforskaren Paolo da Ronciglione, vid vad man tror var universitetet i Florens. Han fördjupade sig i studier av antika författare.
Släkten Medici föll tillfälligtvis från den florentinska makten 1494, och samma år gjorde Machiavelli karriär inom statsförvaltningen, blev andre kansler och därmed den florentinska byråkratins andre överhuvud. Han efterträdde Adriani på den posten, som samma år blev kansler. Han skaffade sig då stor praktisk kunskap om militära och utrikespolitiska spörsmål, som han hade nytta av senare i sitt författande. Girolamo Savonarola styrde republiken tills han 1498 brändes på bål. Under denna period befann sig Machiavelli i centrum för det politiska spelet, såväl inom den florentinska republiken som utrikespolitiskt, samt för påvevalen i den katolska kyrkan. Republiken anlitade honom som diplomat, och han reste i den egenskapen till Frankrike 1500, 1504 och 1510 för att underhandla med Ludvig XII och kardinalen av Rouen, Georges d'Amboise. År 1508 sändes han till kejsar Maximilian i dennes hov i Bolzano. Han lärde känna påven Alexander VI:s son, Cesare Borgia, 1502 under ett uppdrag som envoyé i Romagna. Denne Borgia kom ofta att användas som exempel i boken Fursten.
När Medici återtog makten i Florens 1512 förlorade Machiavelli vid 43 års ålder sin tjänst som politiker och diplomat, dömdes för konspiration till fängelse där han torterades, och undkom dödsstraff med en hårsmån.
År 1513 valdes medicéern Leo X till påve och Machiavelli frigavs före december samma år, troligen genom påvens försorg. Fortsättningsvis ägnade han sig enbart åt författarskap, och drog sig tillbaka till sitt lantställe San Casciano. Samma år som han släpptes fri ska Fursten ha tillkommit. Medici anlitade honom 1519 inför utredningen om en ny konstitution i Florens och Machiavelli publicerade därför en avhandling under titeln Discorso sopra il riformare lo stato di Firenze (Avhandling om staten Florens reformering). Året därefter fick han i uppdrag att skriva ett historieverk om Florens.
Machiavelli gifte sig 1501 med adelsdamen Marietta Corsini, som han fick fem barn med. Han är begravd i Basilica di Santa Croce di Firenze i Florens.

## Fursten
Fursten (Il Principe) 1513, som ojämförligt är hans mest berömda verk, är en studie i historiska furstars ledarskap sammanflätat med kommentarer och analyser, i syfte att vägleda framtida härskare till att bygga en stark stat. Machiavellis forna sympatier med den störtade regimen och en önskan att ställa in sig hos de nya härskarna kan förmodas ligga till grund för verket; återkommande hyllas furstar som är släkt eller annars bundsförvanter med Medicéerna. Machiavellis idealfurste är en hänsynslöst maktfullkomlig monark, vilken dock måste vinna folkets gillande eftersom en härskare inte kan regera utan stöd. Vad beträffar mänskliga rättigheter har endast den som är beväpnad möjlighet att opponera sig mot maktmissbruk eller orättvisor eller möjlighet att vägra lyda – detta är dock inte nödvändigtvis ett ideal, utan den hårda sanningen.

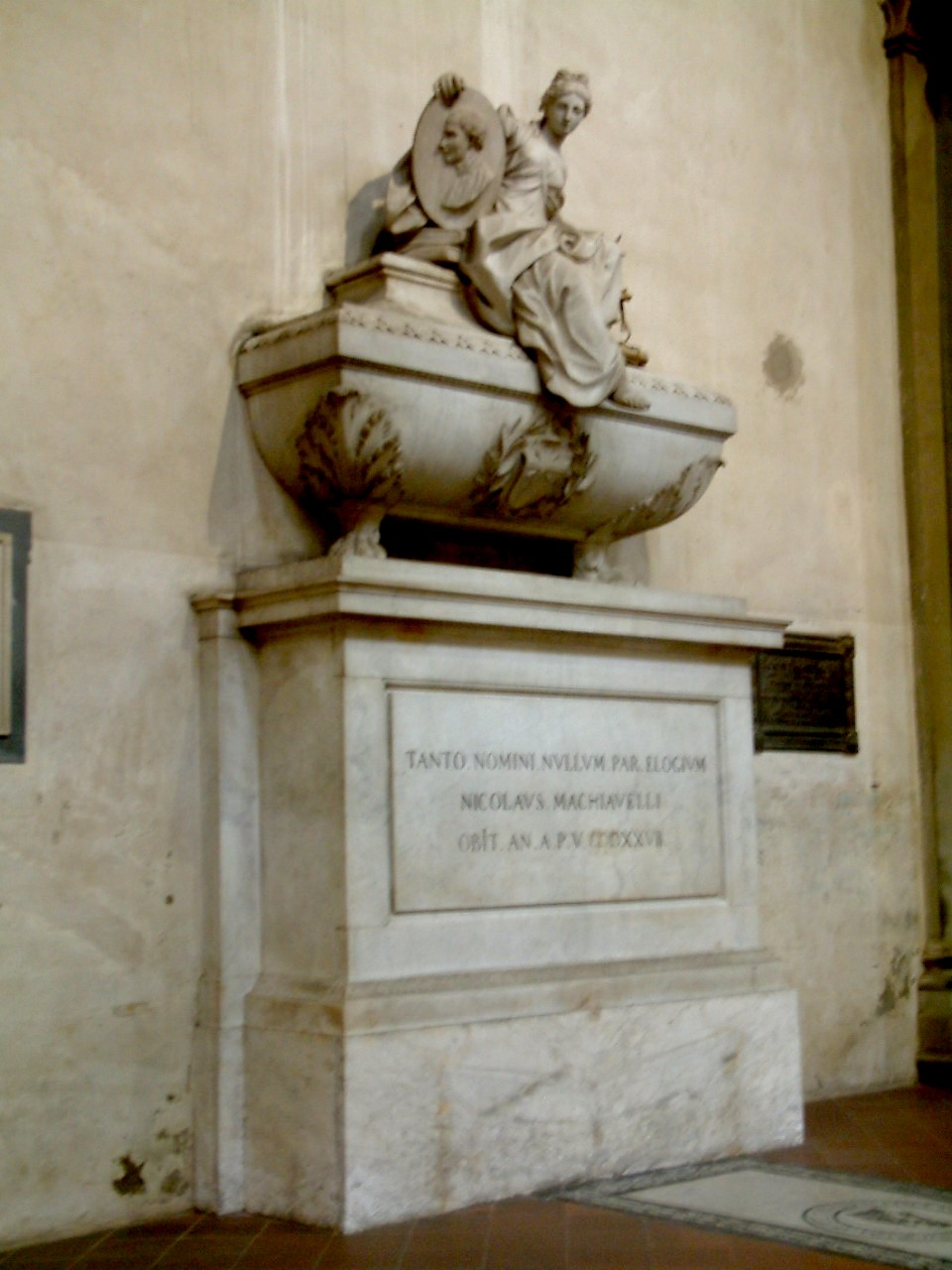
Machiavellis grav, Basilica di Santa Croce di Firenze.

Vad Machiavelli lyckas visa är att hans exempelfurstar i sin amoral och grymhet har mäktat bygga starka stater, vilket enligt Machiavellis mening varit gynnsamt för flertalet. En furstes dygd består i hans förmåga att vara flexibel, även i moraliska frågor, varför religionen enbart är ett maktmedel, i skarp kontrast till Savonarolas religiösa nit. Huruvida man bör tolka in Machiavellis egna värderingar i detta finns det två uppfattningar om. Enligt en tidig uppfattning lärde Machiavelli ut ”djävulens verk”, men enligt den tolkningstradition som till exempel Benedetto Croce företräder bör man endast se Machiavelli som en realistisk pragmatiker. Det finns även andra uppfattningar om hans syften med skriften, som att Fursten är en satir, eller att det enbart är en vetenskaplig analys som inte haft etiska överväganden i sin målsättning.
Fursten har alltid väckt förargelse, allt sedan den utgavs första gången, postumt 1532; en tidig reaktion var boken Anti-Machiavel av Fredrik den store av Preussen. De som försvarar Fursten brukar hävda att kritiken endast utgår från en idealiserad bild av hur världen borde vara.

## Andra verk och jämförelser
Troligen vore det svårt att finna någon som öppet erkänt att den låtit sig influeras av Fursten. Hans avhandlingar (med titlarna Discorsi), har i stället många hänvisat till, som John Locke och Charles de Secondat de Montesquieu. Vad Fursten saknar av etiska ställningstaganden finns i högre grad i dessa. Discorsi sopra la Prima Deca di Tito Livio är en avhandling om Titus Livius, i vilken Machiavelli uttrycker sympatier med republikanism och kritik mot pontifikatet. Kontrasten mot ideal man kan utläsa ur Fursten är så iögonfallande att de inte kan bortses ifrån vid en läsning, om författarens intention ska tas med i beaktande.
Sven-Eric Liedman anser att Machiavellis politiska teorier kan sammanfattas i tre punkter:
- Människans natur är oföränderlig: hon är självisk, aggressiv, girig och maktlysten, men i behov av trygghet och säkerhet.
- Historien är relativ: utan någon märkbar filosofisk eller historievetenskaplig insikt, menar Machiavelli att förutsättningarna skiftar, varför det saknas historievetenskapliga analogier, eller ideal hämtade från antiken.
- En åtskillnad mellan samhällsmoralen och furstens moral: medborgarnas moral bör fastställas av fursten, som enbart bör ha nationens intresse för sina ögon.

Liedman liknar honom vid Marsilius från Padua, och förlägger hans idéer till de förutsättningar som också skapade reformationen: brytningen mellan kyrkan och staten, och en framväxande borgarklass med den förändrade socio-ekonomiska situation som detta innebar.
Andra bokverk Machiavelli skrev som ännu brukar läsas är den cyniska komedin Mandragola och ett historieverk om Florens.

## Machiavellis betydelse och samtid
Machiavellis verk är några av de viktigaste källorna till renässansens politiska idévärld. Han jämförs ofta med sin vän Francesco Guicciardini som likaledes skrev ett historieverk om Florens.
Ur ett idéhistoriskt perspektiv sätts Machiavelli vanligen i relation till renässansens brytning med det medeltida teokratiska statsbegreppet som byggde på Augustinus Gudsstaten. Legitimeringen av staten, ”statsnyttan”, blev allt mera sekulariserad, och krävde nya förklaringar i anslutning till att pontifikatets stat i allt högre grad började ses som en värld i världen, eller underordnad kungadömet, men i samtliga fall ifråntagen den världsliga makten. Ur detta perspektiv har Machiavelli ibland fått äran att ha grundat den moderna statsvetenskapen.
Det finns olika uppfattningar om hur djupgående och på vilket sätt hans konkreta idéer blivit en del av västvärldens politiska idéhistoria. Enligt John Pocock med flera ligger idéerna bakom såväl Fursten som Discorso till grund för den amerikanska konstitutionen. Bertrand Russell menar att Machiavelli i Discorsi tar upp idéer i Platons Statsmannen och utvecklar teorin om maktbalansen, varför han är en viktig grund för liberalismens intellektuella arv. Liedman å sin sida, ser likheter mellan Machiavelli och Thomas Hobbes, och lämnar frågan öppen om huruvida dessa förebådar den moderna totalitära staten.
”Machiavellism”, en eponym som betyder despotism, antyder emellertid det traditionella förhållningssättet till Machiavelli.

## Psykologi
Machiavellism är också en term som vissa psykologer använder för att beskriva en persons benägenhet att vara känslomässigt sval och oberörd, som har en tendens att vara oberörd av konventionell moral genom att bedra och manipulera andra. På 1960-talet utvecklade Richard Christie och Florence L. Geis ett test för att mäta en persons nivå av machiavellianism.

### Svenska översättningar
- Belphagor eller om dårskapen att taga sig hustru. Stockholm: Gothia. 1956. Libris 8890106
- Brev / urval, översättning och kommentarer av Paul Enoksson. Atlantis väljer ur världslitteraturen. Stockholm: Atlantis. 2013. Libris 14217461. ISBN 9789173536417
- Florentinsk historia
  -  Niccolò Machiavelli's Florentinska historia / öfversatt af Rudolf Afzelius. Stockholm. 1884. Libris 244652
  -  Florentinsk historia / översättning, inledning och kommentarer av Paul Enoksson. Atlantis väljer ur världslitteraturen. Stockholm: Atlantis. 2010. Libris 11855645. ISBN 9789173534123
- Fursten
  -  Machiavels Prins, med Undersökningen deraf / öfversatt ifrån hufvudspråken [av Carl Klingenberg]. Stockholm. 1757. Libris 20858246. https://litteraturbanken.se/f%C3%B6rfattare/MachiavelliN/titlar/MachiavelsPrins/sida/I/faksimil
  -  Nicolo Machiavelli's furste / öfversatt af Rudolf Afzelius. Stockholm: Norstedt. 1867. Libris v644lbwlsrpxnbdp. https://urn.kb.se/resolve?urn=urn:nbn:se:kb:eod-566853
  -  Fursten / översatt samt försedd med en inledning av Hjalmar Bergman. Bonniers klassikerbibliotek, 99-3525275-2. Stockholm: Bonnier. 1914. Libris 1217684
  -  Fursten / till svenska av Karin Hybinette ; efterskrift av Erik Lönnroth. Levande litteratur, 99-0208799-X. Stockholm: Natur och kultur. 1958. Libris 8075120
  -  Fursten / översättning av Einar Bensow. Tidens klassiker, 99-0134533-2. Stockholm: Tiden. 1971. Libris 537781
  -  Fursten / till svenska av Marco Morner. Stockholm: Natur & kultur. 2009. Libris 10558144. ISBN 9789127026902
  -  Fursten / översättning, inledning och kommentarer av Paul Enoksson. Atlantis väljer ur världslitteraturen. Stockholm: Atlantis. 2012. Libris 12348361. ISBN 9789173535366
- Komedier : (Andriskan, Clizia, Alruna) / inledning, tolkning och scenanvisningar av Ebbe Linde. Biblioteca di cultura. Collana di teatro, 99-0181717-X ; 1. Stockholm: Italica. 1970. Libris 822039
- Mandragola : (trolldrycken)  : lustspel i fem akter / öfversättning från italienskan med företal och noter af Albert Lichtenberg. Uppsala. 1883. Libris 508106
- Republiken : diskurser över de tio första böckerna av Titus Livius ; Kommentarer till Machiavellis Diskurser / av Francesco Guicciardini ; översättning, inledning och kommentarer av Paul Enoksson. Stockholm: Atlantis. 2008. Libris 11207057. ISBN 9789173532686